# Tammy Abraham
Pour les articles homonymes, voir Abraham (patronyme).
Kevin Oghenetega Tamaraebi Bakumo-Abraham , couramment appelé Tammy Abraham, né le 2 octobre 1997 à Londres, est un footballeur international anglais qui évolue au poste d'avant-centre au Beşiktaş JK, en prêt de l'AS Roma.

## Biographie

### Chelsea
Tammy Abraham remporte l'UEFA Youth League en 2016 avec l'équipe des moins de 19 ans de Chelsea. Il dispute un total de seize matchs dans cette compétition, inscrivant douze buts.
Le 11 mai 2016, il fait ses débuts avec Chelsea lors d'un match de Premier League contre Liverpool.

### Prêts successifs
Le 5 août 2016, il est prêté pour une saison à Bristol City, club de deuxième division anglaise. Il réalise une saison pleine puisqu'il inscrit vingt-six buts en quarante-huit matchs toutes compétitions confondues avec les Robins.
Le 4 juillet 2017, Abraham est prêté pour un an à Swansea City. Il inscrit huit buts en trente-neuf matchs toutes compétitions confondues sous le maillot des Swans avant de réintégrer l'effectif de Chelsea à l'issue de la saison.
Le 31 août 2018, il est de nouveau prêté pour une saison, cette fois à Aston Villa. Le 15 septembre suivant, Abraham prend part à sa première rencontre avec les Villans face aux Blackburn Rovers (1-1). Trois jours plus tard, il inscrit son premier but avec Aston Villa à l'occasion d'un match de Championship contre Rotherham United (2-0).
Le 28 novembre 2018, Tammy Abraham inscrit un quadruplé face à Nottingham Forest (5-5). Buteur à six reprises en quatre matchs au cours du mois de novembre 2018, il reçoit le prix du meilleur joueur de D2 anglaise de ce mois. Abraham termine deuxième meilleur buteur de Championship avec vingt-six réalisations et participe grandement à la remontée d'Aston Villa en Premier League à l'issue des play-offs.

### Retour à Chelsea
De retour à Chelsea, Tammy Abraham est régulièrement utilisé par Frank Lampard en début de saison. Le 24 août 2019, le jeune attaquant anglais inscrit ses deux premiers buts sous le maillot de son club formateur lors d'une rencontre de Premier League contre Norwich City (victoire 2-3). Le 14 septembre 2019, il marque son premier triplé en Premier League lors d'un match remporté 5-2 par Chelsea contre Wolverhampton. Abraham inscrit dix-huit buts en quarante-sept matchs toutes compétitions confondues au cours de la saison 2019-2020.
Moins utilisé la saison suivante, Tammy Abraham est buteur à douze reprises en trente-deux matchs disputés toutes compétitions confondues avec Chelsea en 2020-2021.

### AS Rome
Le 17 août 2021, Abraham s'engage pour une somme de 40 millions d’euros pour cinq saisons avec l'AS Rome. Il quitte donc son club formateur de Chelsea après avoir inscrit trente buts en quatre-vingt-deux matchs toutes compétitions confondues.
Il dispute son premier match de Serie A contre la Fiorentina, que la Roma remporte sur le score de 3-1, et est auteur d'une bonne prestation. Il délivre notamment deux passes décisives et touche le poteau sur une reprise de la tête.

### En sélection
Abraham réalise ses débuts avec les espoirs anglais le 6 octobre 2016 lors du match comptant pour les éliminatoires de l'Euro espoirs 2017 face au Kazakhstan.
Le 10 novembre 2017, Abraham honore sa première sélection avec l'équipe d'Angleterre en étant titularisé lors d'un match amical face à l'Allemagne (0-0).
Il fait partie des vingt joueurs sélectionnés en équipe d'Angleterre espoirs pour disputer le Festival international espoirs 2018.
Le 27 mai 2019, il fait partie des vingt-trois joueurs sélectionnés pour participer à l'Euro espoirs 2019 avec l'équipe d'Angleterre.
Le 14 novembre 2019, Abraham inscrit son premier but avec l'équipe d'Angleterre à l'occasion d'un match comptant pour les éliminatoires de l'Euro 2020 contre le Monténégro (7-0).

## Statistiques
| Saison                | Club                  | Championnat           | Championnat | Championnat | Coupe nationale | Coupe nationale | Coupe de la Ligue | Coupe de la Ligue | Supercoupe | Supercoupe | Compétition(s) continentale(s) | Compétition(s) continentale(s) | Compétition(s) continentale(s) | Play-offs | Play-offs | Supercoupe UEFA | Supercoupe UEFA | Angleterre | Angleterre | Total | Total |
| Saison                | Club                  | Division              | M.          | B.          | M.              | B.              | M.                | B.                | M.         | B.         | Comp.                          | M.                             | B.                             | M.        | B.        | M.              | B.              | M.         | B.         | M.    | B.    |
| 2015-2016             | Chelsea FC            | Premier League        | 2           | 0           | -               | -               | -                 | -                 | -          | -          | -                              | -                              | -                              | -         | -         | -               | -               | -          | -          | 2     | 0     |
| 2018-2019             | Chelsea FC            | Premier League        | -           | -           | -               | -               | -                 | -                 | 1          | 0          | -                              | -                              | -                              | -         | -         | -               | -               | -          | -          | 1     | 0     |
| 2019-2020             | Chelsea FC            | Premier League        | 34          | 15          | 3               | 0               | 1                 | 0                 | -          | -          | C1                             | 8                              | 3                              | -         | -         | 1               | 0               | 2          | 1          | 49    | 19    |
| 2020-2021             | Chelsea FC            | Premier League        | 22          | 6           | 3               | 4               | 2                 | 1                 | -          | -          | C1                             | 5                              | 1                              | -         | -         | -               | -               | 2          | 0          | 34    | 12    |
| Sous-total            | Sous-total            | Sous-total            | 58          | 21          | 6               | 4               | 3                 | 1                 | 1          | 0          | -                              | 13                             | 4                              | -         | -         | 1               | 0               | 3          | 1          | 85    | 31    |
| 2016-2017             | Bristol City (prêt)   | Championship          | 41          | 23          | 3               | 0               | 4                 | 3                 | -          | -          | -                              | -                              | -                              | -         | -         | -               | -               | -          | -          | 48    | 26    |
| 2017-2018             | Swansea City (prêt)   | Premier League        | 31          | 5           | 5               | 2               | 3                 | 1                 | -          | -          | -                              | -                              | -                              | -         | -         | -               | -               | 2          | 0          | 41    | 8     |
| 2018-2019             | Aston Villa (prêt)    | Championship          | 37          | 25          | -               | -               | -                 | -                 | -          | -          | -                              | -                              | -                              | 3         | 1         | -               | -               | -          | -          | 40    | 26    |
| 2021-2022             | AS Rome               | Serie A               | 37          | 17          | 2               | 1               | -                 | -                 | -          | -          | C4                             | 14                             | 9                              | -         | -         | -               | -               | 5          | 2          | 58    | 29    |
| 2022-2023             | AS Rome               | Serie A               | 37          | 8           | 2               | 0               | -                 | -                 | -          | -          | C3                             | 14                             | 1                              | -         | -         | -               | -               | -          | -          | 53    | 9     |
| 2023-2024             | AS Rome               | Serie A               | 8           | 1           | -               | -               | -                 | -                 | -          | -          | C3                             | 4                              | 0                              | -         | -         | -               | -               | -          | -          | 12    | 1     |
| 2024-2025             | AS Rome               | Serie A               | 1           | 0           | -               | -               | -                 | -                 | -          | -          | C3                             | -                              | -                              | -         | -         | -               | -               | -          | -          | 1     | 0     |
| Sous-total            | Sous-total            | Sous-total            | 83          | 26          | 4               | 1               | -                 | -                 | -          | -          | -                              | 32                             | 10                             | -         | -         | -               | -               | 5          | 2          | 124   | 39    |
| 2024-2025             | AC Milan (prêt)       | Serie A               | 28          | 3           | 5               | 4               | -                 | -                 | 2          | 1          | C1                             | 9                              | 2                              | -         | -         | -               | -               | -          | -          | 44    | 10    |
| 2025-2026             | Besiktas JK           | Süper Lig             | 1           | 1           | 0               | 0               | -                 | -                 | -          | -          | C3+C4                          | 2+2                            | 1+4                            | -         | -         | -               | -               | -          | -          | 5     | 6     |
| Total sur la carrière | Total sur la carrière | Total sur la carrière | 279         | 104         | 23              | 11              | 10                | 5                 | 3          | 1          | -                              | 58                             | 21                             | 3         | 1         | 1               | 0               | 11         | 3          | 388   | 146   |

## Palmarès

### En club
- Chelsea FC
  - Vainqueur de la Supercoupe de l'UEFA en 2021
  - Finaliste de la Supercoupe de l'UEFA en 2019
  - Finaliste de la Coupe d'Angleterre en 2020
  - Finaliste du Community Shield en 2018
- AS Rome
  - Vainqueur de la Ligue Europa Conférence en 2022
  - Finaliste de la Ligue Europa en 2023

- Milan AC
  - Vainqueur de la Supercoupe d'Italie en 2024

### En sélection
- Angleterre espoirs
  - Vainqueur du Festival international espoirs en 2018

### Distinctions personnelles
- Membre de l’équipe de la saison de la Ligue Europa Conférence en 2022
- Membre de l'équipe-type de D2 anglaise en 2019[10]
- Nommé meilleur joueur du mois de D2 anglaise en septembre 2016 et novembre 2018